# Boinville-en-Mantois
Boinville-en-Mantois település Franciaországban, Yvelines megyében. Lakosainak száma 287 fő (2022. január 1.). Boinville-en-Mantois Arnouville-lès-Mantes, Goussonville, Guerville és Mézières-sur-Seine községekkel határos.

## Népesség
A település népességének változása:
| Lakosok száma | 325  | 304  | 296  | 292  | 292  | 288  | 287  | 287  | 287  |
|               | 2013 | 2015 | 2016 | 2017 | 2018 | 2019 | 2020 | 2021 | 2022 |